# کوسوگین

کوسوگین شهری در شهرستان کایائو در استان بازگا در بورکینافاسوی مرکزی است و جمعیت آن ۸۴۰ نفر است.